# Danh sách câu lạc bộ bóng đá ở Montserrat
Đây là danh sách các câu lạc bộ bóng đá ở Montserrat.
- Ideal SC
- Montserrat Secondary School
- Montserrat Volcano Observatory Tremors
- P.C. United FC
- Royal Montserrat Police Force
- Seven Day Adventists Trendsetters
- FC Elberton
- Jolly Rodger
- Little Bay FC
- FC Saint John's
- Salem FC

Bản mẫu:Bóng đá Montserrat